# Bolehall
Bolehall – dzielnica miasta Tamworth, w Anglii, w Staffordshire, w dystrykcie Tamworth. W 2011 miejscowość liczyła 7554 mieszkańców.